# Neuroleptoanestesia
Per neuroleptoanestesia si intende un tecnica di anestesia generale, tutt'oggi utilizzata anche se considerata desueta, che prevede l'utilizzo di almeno tre classi di farmaci: un neurolettico (es. droperidolo), un oppioide (es. fentanile) e un ipnotico (protossido d'azoto). 
Nella neuroleptoanalgesia invece la coscienza non viene abolita.